# Tavola (unità di misura)
La tavola è un'antica unità di misura di superficie diffusa in gran parte dell'Italia settentrionale. Derivava dalla scripulum romano, ovvero un quadrato di una pertica di lato (cioè 10×10=100 piedi quadrati). Per questo in molte zone era sinonimo di pertica quadrata. Corrispondeva quindi alla 288ma parte dello iugero. Poiché nel Medioevo la pertica era stata accresciuta a 12 piedi, generalmente la tavola corrispondeva a 144 piedi quadrati. Dove però la pertica era di soli sei piedi (nel nord-est), la tavola poteva corrispondere a quattro pertiche quadrate, misurando quindi sempre 144 piedi quadrati; oppure, come a Venezia, corrispondendo a una sola pertica quadrata e misurando solo 36 piedi quadrati. 
Misurava circa 20 o 30 m2 a seconda delle zone, determinando la diversa misura dei suoi multipli. 
Oltre che della pertica, era utilizzata come sottomultiplo di altre unità di misura agrarie in uso al posto della pertica, come la biolca, la giornata piemontese e lo staio.
La tavola si trova diffusamente citata nei documenti già nel X secolo se non prima, più o meno nelle stesse zone in cui fu usata fino a non molto tempo fa. Era detta in origine tabula jugialis in quanto era sottomultiplo dello jugium (iugero medievale), la misura più antica e base delle altre (pertica, manso ecc.). Anche allora la tavola aveva diffusione molto più ampia della pertica superficiale.
Nell'Italia nordoccidentale era alla base (almeno dal X secolo) di un sistema completo di unità agrimensorie:
- 24 tavole = 1 pertica
- 12 pertiche = 1 iugero
- 12 iugeri = 1 manso

Ecco alcune delle misure della tavola in varie zone, con l'indicazione di alcune delle misure di cui è sottomultiplo:
| Zona               | Misura in m2 | multiplo          |
| Alessandria        | 32.75        | staio = 18 t      |
| Bergamo            | 27.60        | pertica = 24 t    |
| Bologna            | 14.45        | tornatura = 144 t |
| Brescia            | 32.55        | piò = 100 t       |
| Castiglione d/S    | 31.94        | piò = 100 t       |
| Crema              | 31.50        | pertica = 24 t    |
| Cremona            | 33.67        | pertica = 24 t    |
| Ferrara            | 16.31        | tornatura = 144 t |
| Forlì              | 0,992        | pertica = 24 t    |
| Lodi               | 29.83        | pertica = 24 t    |
| Mantova            | 31.39        | biolca = 100 t    |
| Milano             | 27.27        | pertica = 24 t    |
| Modena             | 39.39        | biolca = 72 t     |
| Piacenza           | 31.75        | pertica = 24 t    |
| Piemonte           | 38.10        | giornata = 100 t  |
| Reggio nell'Emilia | 40.58        | biolca = 72 t     |
| Valtellina         | 28.69        | pertica = 24 t    |
| Venezia            | 4.3531       | campo = 840 t     |

In molte di queste zone (Piemonte e Lombardia) la tavola era equivalente a una gettata quadrata, e la gettata (altro nome della pertica lineare) era pari a 2 trabucchi. Quindi la tavola equivaleva a quattro trabucchi quadrati. Il trabucco, pari a 6 piedi quadrati. La misura del piede, era quindi la base di tutto il sistema, e variava da città a città.